# Timo Bracht
Timo Bracht (* 22. Juli 1975 in Waldbrunn) ist ein ehemaliger deutscher Triathlet. Er ist mehrfacher Ironman-Sieger, Triathlon-Europameister auf der Langdistanz (2012) und wird in der Bestenliste deutscher Triathleten auf der Ironman-Distanz geführt.

## Werdegang
Timo Bracht begann 1993 mit Triathlon und feierte im Juni 2003 mit dem Sieg beim Ironman France in Gérardmer den ersten Titel als Profi-Triathlet.

### Triathlon-Profi seit 2003
Von 2003 bis 2017 startete er als Profi-Athlet und im Jahre 2004 belegte er bei den Ironman World Championships auf Hawaii (3,8 km Schwimmen, 180 km Radfahren und 42,195 km Laufen) den achten Platz. Nach dem dritten Platz in Roth konnte Bracht sein Ergebnis aus dem Vorjahr auf Hawaii 2005 nicht wiederholen und belegte den 53. Rang.

### Sieger Ironman European Championship 2007
Beim Ironman Germany 2006 (European Championships) erreichte er hinter Cameron Brown den zweiten Rang und im Folgejahr war er der Schnellste in Frankfurt: Der Eberbacher benötigte für die Ironman-Distanz 8:09:15 h und der damals 31-Jährige stellte mit seiner Siegerzeit einen neuen Streckenrekord auf.

2008 erreichte er in Frankfurt den dritten Platz und wurde Deutscher Meister auf der Mitteldistanz. 2009 konnte er nach mehreren Führungswechseln im Marathon mit erneutem Streckenrekord in 7:59:15 h seinen Sieg von 2007 wiederholen.
Im Juli 2009 gewann er erneut die Ironman European Championship in Frankfurt am Main mit neuem Streckenrekord und erreichte in Hawaii hinter Andreas Raelert, der den dritten Platz belegte, als zweitbester Deutscher den sechsten Rang. Bracht war gemeinsam mit Normann Stadler bis zu dessen Auflösung Ende 2011 Kapitän des Commerzbank Triathlon Teams. Von 2012 an startete er zusammen mit Jan Raphael, Horst Reichel und Georg Potrebitsch für das 21run.com Triathlon Team, aus dem 2013 das Power Horse Triathlon Team wurde und 2015 das Team Sport for Good entstand.
Auf Lanzarote sicherte er sich im Mai 2011 den sechsten Ironman-Titel seiner Karriere.

### Triathlon-Europameister Langdistanz 2012
Im Juli 2012 holte er sich in Roth als Zweitplatzierter hinter dem Südafrikaner James Cunnama den Titel bei der Triathlon-Europameisterschaft auf der Langdistanz.
Im Juli 2013 wurde er in Roth Deutscher Meister auf der Langdistanz. Für die Saison 2014 kündigte er an, nicht beim Ironman Hawaii starten zu wollen. Am 20. Juli 2014 konnte er sich mit dem Gesamtsieg bei der Challenge Roth erneut den Titel des Deutschen Meisters sichern. 2015 gewann er mit neuem Streckenrekord den Ironman Mallorca.
Timo Bracht ist – gemessen an der Zahl der Siege über die Ironman-Distanz (12 ×) sowie der Zahl der Podiumsplatzierungen (20 ×) der erfolgreichste Langdistanz-Triathlet Deutschlands – knapp vor Lothar Leder (11 bzw. 21 ×), Faris Al-Sultan (8 bzw. 14 ×), Jürgen Zäck (8 bzw. 14 ×) und Thomas Hellriegel (6 bzw. 14 ×). Er kündigte an, dass die Challenge Roth im Juli 2017 sein letztes Profi-Rennen sei. Bracht ging im September dann noch bei der Erstaustragung des Ironman Italy an den Start und belegte den fünften Rang. Der damals 42-Jährige erklärte im November 2017 nach 18 Jahren als Profi-Athlet seine aktive Zeit für beendet.
Sein jüngerer Bruder Kai Bracht (* 1978) war als Skispringer aktiv. Timo Bracht lebt mit seiner Frau  und zwei Kindern in Eberbach.

## Sportliche Erfolge
| Datum/Jahr    | Rang | Wettbewerb                                         | Austragungsort        | Zeit        | Bemerkung |
| ------------- | ---- | -------------------------------------------------- | --------------------- | ----------- | --- |
| 10. Juli 2016 | 6    | Ironman 70.3 Jönköping                             | Jönköping             | 03:56:55    | bei der Erstaustragung |
| 5. Juni 2016  | 3    | Keszthely Triathlon                                | Keszthely             |             | auf der Halbdistanz |
| 23. Apr. 2016 | 3    | Challenge Fuerteventura                            | Fuerteventura         | 04:00:56    | Dritter auf der Halbdistanz                                                                                                |
| 23. Aug. 2015 | 4    | Ironman 70.3 Bintan                                | Bintan                | 04:04:42    | |
| 17. Mai 2015  | 2    | Heidesee-Triathlon                                 | Forst                 | 01:21:47,95 | Zweiter hinter Sebastian Kienle auf der verkürzten olympischen Distanz (1 km Schwimmen, 32 km Radfahren und 7,5 km Laufen) |
| 25. Apr. 2015 | 4    | Challenge Fuerteventura                            | Fuerteventura         | 04:05:18    | als bester Deutscher |
| 6. Dez. 2014  | 28   | Challenge Bahrain                                  | Bahrain               | 04:00:30    | bei der Erstaustragung |
| 3. Mai 2014   | 16   | Ironman 70.3 St. George                            | St. George            | 03:54:05    | US-Championships |
| 1. Sep. 2013  | 2    | Challenge Walchsee-Kaiserwinkl                     | Walchsee              |             | |
| 9. Juni 2013  | 3    | Challenge Kraichgau                                | Kraichgau             |             | Deutsche Meisterschaft auf der Triathlon-Mitteldistanz                                                                     |
| 2. Sep. 2012  | 2    | Challenge Walchsee-Kaiserwinkl                     | Walchsee              | 03:52:50    | |
| 21. Aug. 2012 | 1    | Viernheimer V-Card Triathlon                       | Viernheim             | 02:04:27    | [ 5 ] |
| 3. Juni 2012  | 1    | Mußbach-Triathlon                                  | Mußbach               | 02:00:57    | Sieger auf der olympischen Distanz – neben Laura Philipp bei den Frauen                                                    |
| 7. Mai 2012   | 1    | Mallorca Olympic                                   | Colònia de Sant Jordi | 01:47:13    | Sieger vor Georg Potrebitsch                                                                                               |
| 4. Sep. 2011  | 2    | Challenge Walchsee-Kaiserwinkl                     | Walchsee              | 03:51:51    | |
| 22. Aug. 2011 | 1    | Viernheimer V-Card Triathlon                       | Viernheim             | 02:14:25    | [ 7 ] |
| 7. Aug. 2011  | 2    | Frankfurt-City-Triathlon                           | Frankfurt am Main     | 02:02:38    | Zweiter hinter Johann Ackermann                                                                                            |
| 23. Juli 2011 | 1    | RömerMan                                           | Ladenburg             | 02:00:05    | Sieg mit neuem Streckenrekord                                                                                              |
| 8. Mai 2011   | 7    | Siegerland-Cup                                     | Buschhütten           | 01:50:04    | |
| 12. März 2011 | 9    | Abu Dhabi International Triathlon                  | Abu Dhabi             | 06:49:40    | 3 km Schwimmen, 200 km Radfahren und 20 km Laufen                                                                          |
| 22. Aug. 2010 | 2    | Viernheimer V-Card Triathlon                       | Viernheim             | 02:15:10    | Zweiter beim Rhein-Neckar-Cup (1,5 km Schwimmen, 46 km Radfahren und 10 km Laufen)                                         |
| 13. Juni 2010 | 3    | Citytriathlon Heilbronn                            | Heilbronn             | 03:00:06    | 2 km Schwimmen, 70 km Radfahren und 15 km Laufen                                                                           |
| 9. Mai 2010   | 6    | Siegerland-Cup                                     | Buschhütten           | 01:44:14    | hinter dem Sieger Sebastian Kienle (1 km Schwimmen, 41,7 km Radfahren und 10 km Laufen)                                    |
| 7. Juni 2009  | 1    | Mußbach Triathlon                                  | Mußbach               | 02:03:42    | [ 13 ] |
| 2008          | 1    | DTU Deutsche Triathlon-Meisterschaft Mitteldistanz | Kulmbach              |             | Deutscher Meister beim Mönchshof-Triathlon                                                                                 |
| 5. Juli 2007  | 3    | HeidelbergMan                                      | Heidelberg            |             | |
| 18. März 2006 | 17   | Ironman 70.3 California                            | Oceanside             | 04:18:43    | |
| 6. Aug. 2006  | 3    | HeidelbergMan                                      | Heidelberg            |             | |
| 2005          | 3    | Ironman 70.3 California                            | Oceanside             |             | |
| 2004          | 1    | Kohler Haardman                                    | Oer-Erkenschwick      | 03:39:47    | Sieg auf der Mitteldistanz (2 km Schwimmen, 81,2 km Radfahren und 20 km Laufen) vor Thomas Hellriegel                      |
| 2004          | (1)  | DTU Deutsche Triathlon Meisterschaft Mitteldistanz | Kulmbach              | (04:08:14)  | Timo Bracht konnte seinen Startpass nicht vorlegen und so ging der Titel an den zweitschnellsten Stefan Holzner.           |
| 1. Aug. 2004  | 2    | HeidelbergMan                                      | Heidelberg            | 02:04:39    | zweiter Rang auf der Kurzdistanz (1,7 km Schwimmen, (Zahl fehlt) km Radfahren und 10 km Laufen) hinter Craig Cunningham    |
| 21. März 2004 | 1    | Ironman 70.3 South Africa                          | East London           |             | |
| 10. Aug. 2003 | 1    | HeidelbergMan                                      | Heidelberg            | 02:05:30    | Sieg vor Steffen Liebetrau                                                                                                 |
| 26. Juli 2003 | 18   | Alpen-Triathlon                                    | Schliersee            | 02:07:39    | hinter dem Sieger Hektor Llanos (1,5 km Schwimmen, 40 km Radfahren und 10 km Laufen)                                       |

| Datum/Jahr    | Platz | Wettbewerb                                                   | Austragungsort    | Zeit     | Bemerkung |
| ------------- | ----- | ------------------------------------------------------------ | ----------------- | -------- | --- |
| 23. Sep. 2017 | 5     | Ironman Italy                                                | Cervia            | 08:25:40 | bei der Erstaustragung |
| 9. Juli 2017  | 4     | Challenge Roth                                               | Roth              | 08:07:01 | |
| 8. Okt. 2016  | 28    | Ironman Hawaii                                               | Hawaii            | 08:43:37 | |
| 24. Juli 2016 | 2     | Ironman Switzerland                                          | Zürich            | 08:24:13 | |
| 26. Sep. 2015 | 1     | Ironman Mallorca                                             | Alcúdia           | 08:17:22 | Sieg mit neuem Streckenrekord |
| 12. Juli 2015 | 2     | DTU Deutsche Meisterschaft Triathlon Langdistanz             | Roth              | 07:56:31 | Vizemeister Triathlon-Langdistanz – als Zweiter bei der Challenge Roth hinter Nils Frommhold                                                                                     |
| 27. Sep. 2014 | 13    | Ironman Mallorca                                             | Alcúdia           | 08:58:37 | Schnellster Deutscher bei der Erstaustragung auf Mallorca |
| 20. Juli 2014 | 1     | DTU Deutsche Meisterschaft Triathlon Langdistanz             | Roth              | 07:56:00 | Sieg beim Challenge Roth und erneut Deutscher Meister auf der Langdistanz |
| 12. Okt. 2013 | 9     | Ironman Hawaii                                               | Hawaii            | 08:26:32 | [ 17 ] |
| 14. Juli 2013 | 1     | DTU Deutsche Meisterschaft Triathlon Langdistanz             | Roth              | 08:08:18 | Deutscher Meister auf der Langdistanz als Dritter beim Challenge Roth |
| 17. März 2013 | 1     | Ironman Los Cabos                                            | Los Cabos         | 08:26:48 | Sieger bei der Erstaustragung |
| 9. Dez. 2012  | DSQ   | Ironman Western Australia                                    | Busselton         | –        | |
| 13. Okt. 2012 | 6     | Ironman Hawaii                                               | Hawaii            | 08:30:57 | |
| 8. Juli 2012  | 1     | ETU Challenge Long Distance Triathlon European Championships | Roth              | 08:03:28 | Triathlon-Europameister auf der Langdistanz – mit dem zweiten Rang bei der Challenge Roth hinter dem Südafrikaner James Cunnama                                                  |
| 4. Dez. 2011  | 1     | Ironman Western Australia                                    | Busselton         | 08:12:39 | |
| 8. Okt. 2011  | 5     | Ironman Hawaii                                               | Hawaii            | 08:20:12 | mit der drittschnellsten Laufzeit für die Marathon-Distanz (2:47:26 Stunden) bei der Ironman World Championship                                                                  |
| 21. Mai 2011  | 1     | Ironman Lanzarote                                            | Puerto del Carmen | 08:30:34 | Sieg mit neuem Streckenrekord |
| 21. Nov. 2010 | 1     | Ironman Arizona                                              | Tempe             | 08:07:16 | |
| 9. Okt. 2010  | 6     | Ironman Hawaii                                               | Hawaii            | 08:21:00 | Bei seinem zehnten Start bei der Ironman World Championship konnte Timo Bracht als zweitbester Deutscher seinen 6. Rang aus dem Vorjahr wiederholen.                             |
| 4. Juli 2010  | 2     | Ironman Germany                                              | Frankfurt am Main | 08:10:22 | Zweiter bei der Ironman European Championship |
| 10. Okt. 2009 | 6     | Ironman Hawaii                                               | Hawaii            | 08:28:52 | Zwischenfall beim Schwimmen kostet Zeit. |
| 5. Juli 2009  | 1     | Ironman Germany                                              | Frankfurt am Main | 07:59:16 | Sieger der Ironman European Championship mit persönlicher Ironman-Bestzeit und neuem Streckenrekord                                                                              |
| 11. Okt. 2008 | DSQ   | Ironman Hawaii                                               | Hawaii            | –        | 2008 kam Timo Bracht als Fünfter und schnellster Deutscher ins Ziel, wurde allerdings nachträglich, auf Grund einer nicht eingehaltenen Zeitstrafe, disqualifiziert (8:23:04 h). |
| 6. Juli 2008  | 3     | Ironman Germany                                              | Frankfurt am Main | 08:04:16 | |
| 13. Okt. 2007 | 15    | Ironman Hawaii                                               | Hawaii            | 08:37:52 | |
| 1. Juli 2007  | 1     | Ironman Germany                                              | Frankfurt am Main | 08:09:15 | |
| 21. Okt. 2006 | 11    | Ironman Hawaii                                               | Hawaii            | 08:30:24 | |
| 23. Juni 2006 | 2     | Ironman Germany                                              | Frankfurt am Main | 08:17:32 | [ 24 ] |
| 15. Okt. 2005 | 53    | Ironman Hawaii                                               | Hawaii            | 09:02:33 | |
| 3. Juli 2005  | 3     | Challenge Roth                                               | Roth              | 08:14:26 | |
| 16. Okt. 2004 | 8     | Ironman Hawaii                                               | Hawaii            | 09:03:11 | |
| 4. Juli 2004  | 3     | Challenge Roth                                               | Roth              | 8:08:03  | hinter Chris McCormack und Faris Al-Sultan |
| 8. Nov. 2003  | 1     | Ironman Florida                                              | Panama City       | 08:30:29 | |
| 14. Okt. 2003 | DNF   | Ironman Hawaii                                               | Hawaii            | –        | auf der Radstrecke ausgestiegen |
| 21. Juni 2003 | 1     | Ironman France                                               | Gérardmer         | 08:33:11 | Sieg mit neuem Streckenrekord |
| 19. Okt. 2002 | 26    | Ironman Hawaii                                               | Hawaii            | 09:04:36 | |
| 22. Juni 2002 | 3     | Ironman France                                               | Gérardmer         | 09:18:51 | |
| 6. Okt. 2001  | 32    | Ironman Hawaii                                               | Hawaii            | 09:23:42 | |
| 8. Juli 2001  | 12    | Ironman Europe                                               | Roth              | 08:45:37 | schnellster Amateur |
| 9. Juli 2000  | 68    | Ironman Europe                                               | Roth              | 09:19:41 | |

(DNF – Did Not Finish; DSQ – Disqualifikation)

## Veröffentlichungen
- Die Triathlonbibel: Das Standardwerk für alle Triathleten, von Timo Bracht, Niclas Bock, Nina Eggert, Caroline Cornfine, u. a., spomedis (31. März 2015), ISBN 978-3-95590-050-2